# Periodato
Periodato /pəˈraɪ.ədeɪt/ é um ânion composto de iodo e oxigênio. É um de um conjunto de oxiânions de iodo e é o mais elevado da série, com iodo existindo no estado de oxidação +7. Diferentemente de outros peralogenatos, tais como perclorato, pode existir em duas formas: metaperiodato 
IO−
4 e ortoperiodato 
IO5−
6. Neste aspecto, é comparável ao íon telurato do período. Pode combinar-se com uma diversidade de contraíons para formar periodatos, os quais também podem também ser considerados como sais de ácido periódico.
Periodatos foram descobertos por Heinrich Gustav Magnus e C. F. Ammermüller; que primeiro sintetizaram ácido periódico em 1833.